# كاثلين ماكراكين
كاثلين ماكراكين هي كاتِبة وشاعرة كندية، ولدت في 1962.